# 教信寺 (市川市)
教信寺（きょうしんじ）は、千葉県市川市にある浄土宗の寺院。

## 歴史
1570年（元亀元年）、円誉によって開山された。当初は「教善寺」という名称で、東京都江戸川区の浄興寺の末寺である。
1945年（昭和20年）の空襲で「信楽寺」が全焼した。信楽寺も元亀年間の創建で浄興寺の末寺であった。信楽寺住職を兼務していたこともあり、1953年（昭和28年）に両寺を合併した。山号や院号は教善寺のものを使い、両寺の創建者をそれぞれ開山としている。

## 交通アクセス
- 行徳駅より徒歩15分。